# اس‌اس هراکلیون
اس‌اس هراکلیون (به انگلیسی: SS Heraklion) یک کشتی بود. این کشتی در سال ۱۹۴۹ ساخته شد.